# 崇福寺 (長崎市)

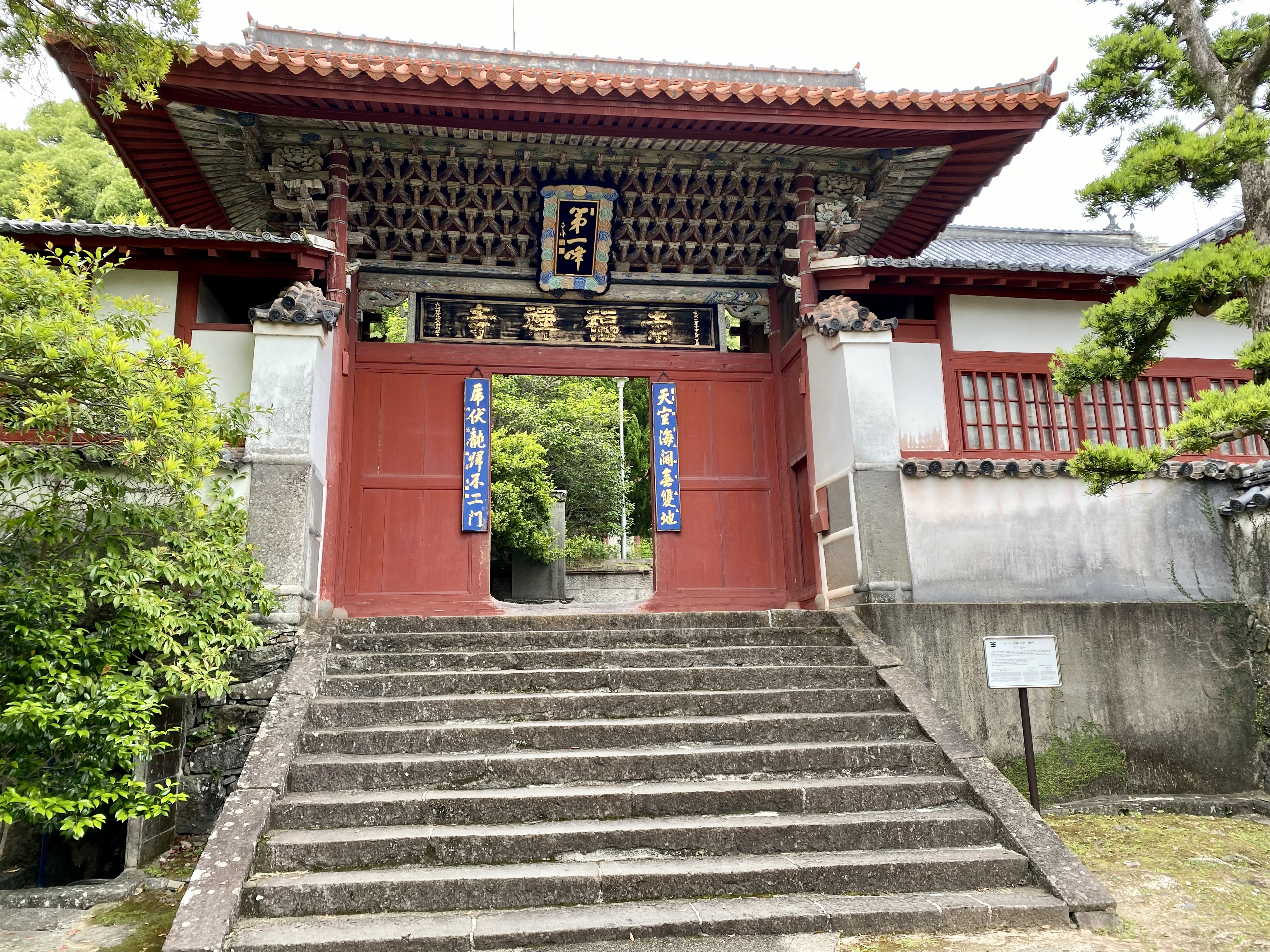
第一峰門（国宝）

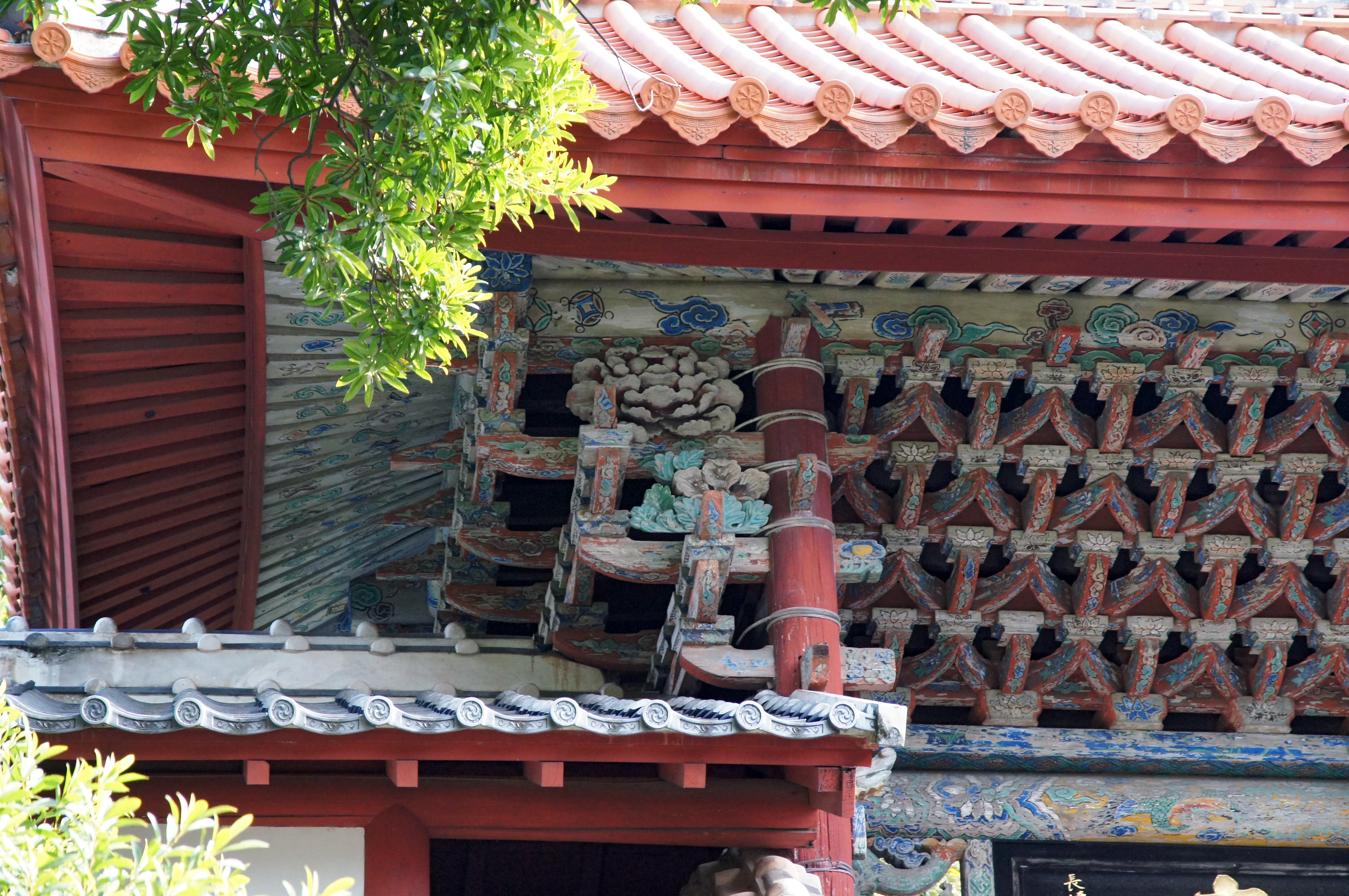
第一峰門細部

崇福寺（そうふくじ）は、長崎県長崎市にある黄檗宗の寺院。大雄宝殿と第一峰門は国宝建築である。興福寺・福済寺とともに「長崎三福寺」に数えられる。長崎に4つある唐寺の一つ。
幕末には日本のミッション・スクールの濫觴として立教大学の源流となる私塾や、唐通事の子弟のための訳家学校のほか、英学寄宿舎である培社等が設けられ、日本の英学と語学教育の基礎が築かれた。吉田松陰や高杉晋作、坂本龍馬などの志士も多く訪れ、明治維新で活躍する外交官や通訳者も育むなど、日本の近代化において重要な舞台となった。

## 歴史・概要
寛永6年（1629年） 長崎で貿易を行っていた福建省出身の華僑の人々が、福州から超然を招聘して創建。中国様式の寺院としては日本最古のものである。福建省の出身者が門信徒に多いため福州寺や支那寺と称せられた。

## 歴代住持
- 開基 - 超然
- 第2代 - 百拙如理
- 第3代 - 道者超元
- 第4代 - 隠元隆琦
- 第3代再任 - 道者超元
- 第5代 - 即非如一

## 文化財

### 国宝
- 大雄宝殿 - 1646年建立、桁行五間、梁間四間、二重、入母屋造、本瓦葺
- 第一峰門 - 1644年建立、四脚門、入母屋造、本瓦葺

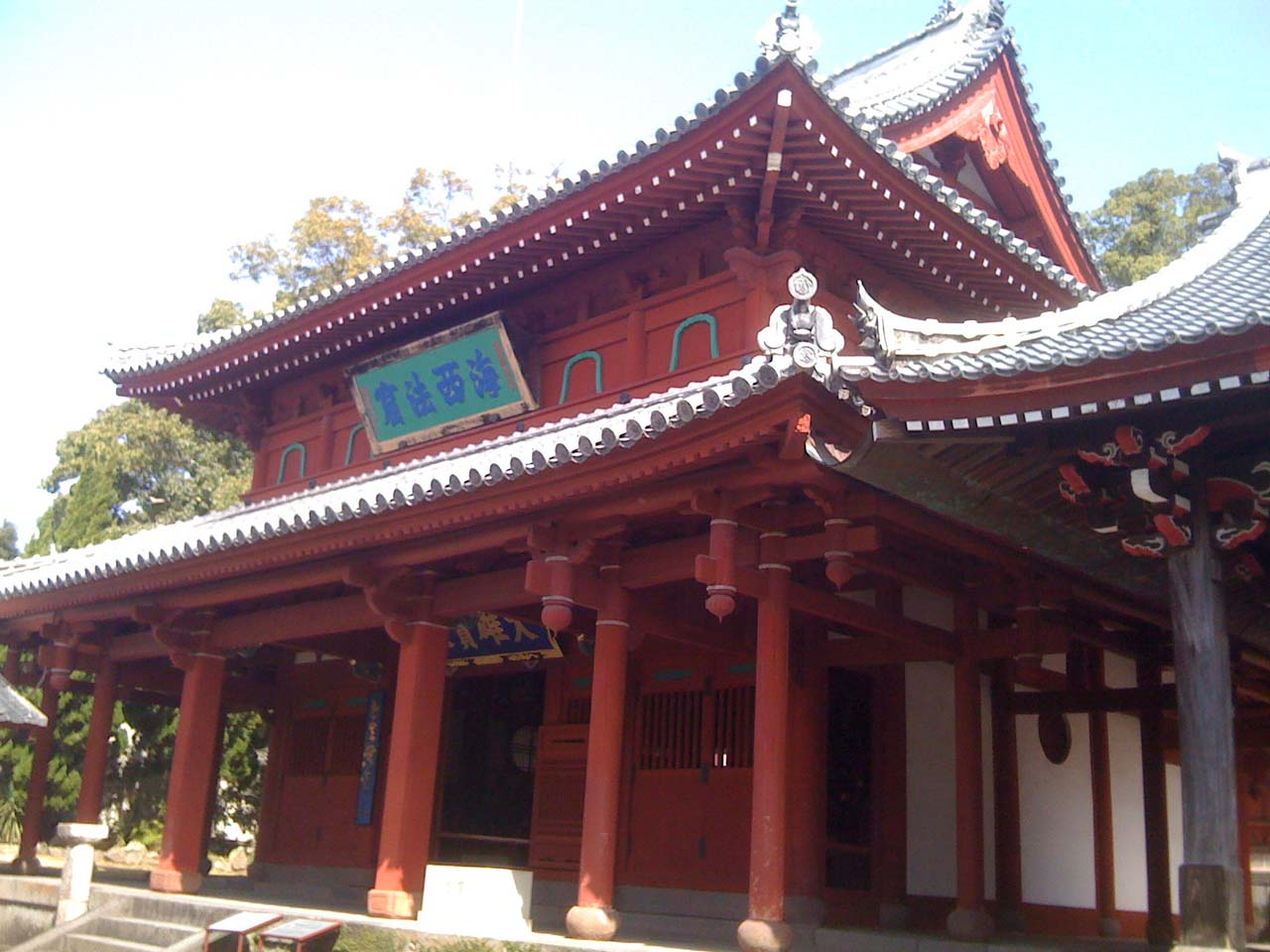
大雄宝殿

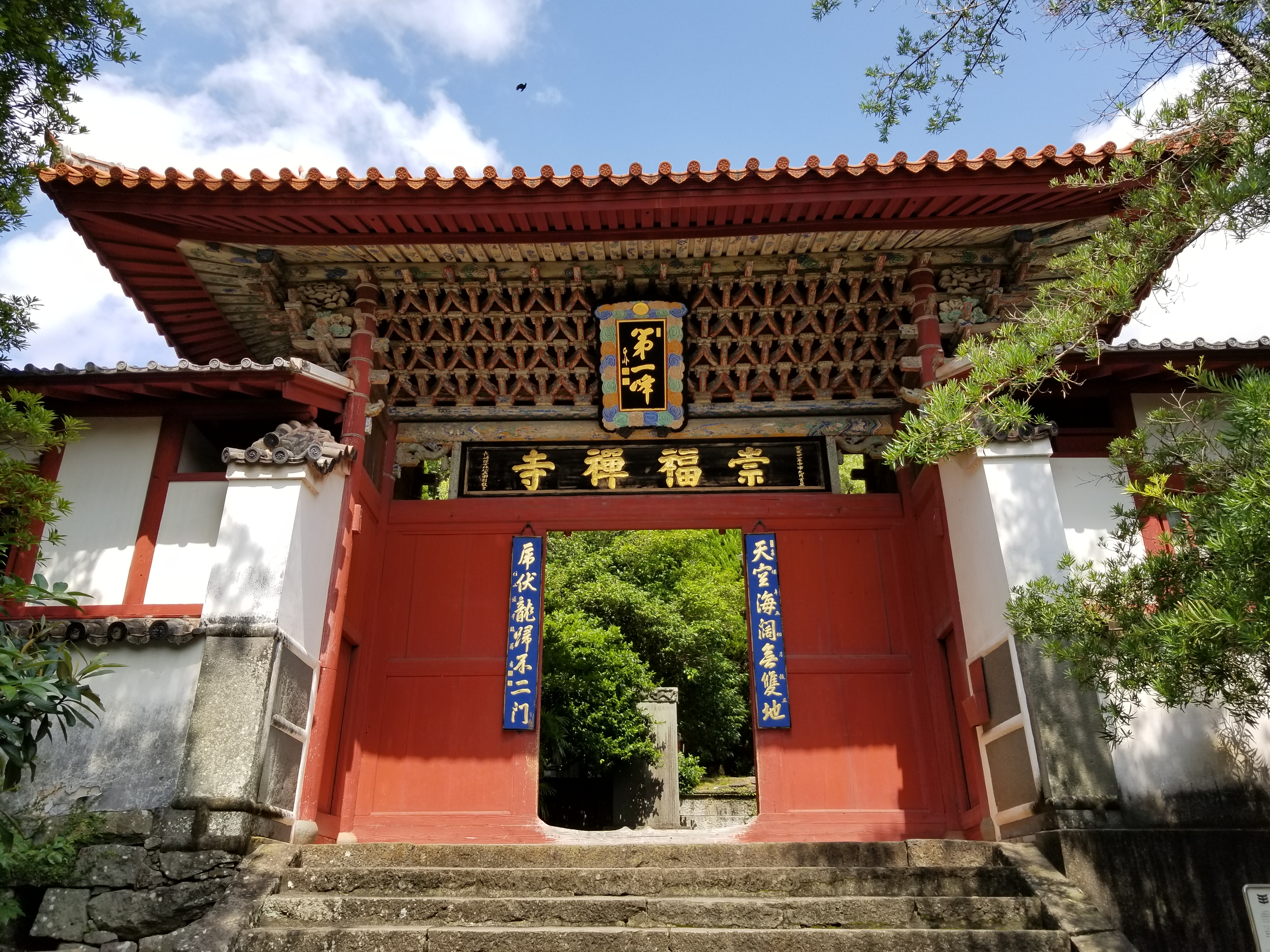
第一峰門

### 重要文化財
- 三門 - 1849年建立、桁行三間、梁間二間、二重門、入母屋造、本瓦葺、左右脇門付
- 鐘鼓楼 - 1728年建立、桁行三間、梁間二間、二重、入母屋造、本瓦葺
- 護法堂（天王殿、関帝堂、韋駄殿、観音堂） - 1731年建立、桁行三間、梁間五間、一重、入母屋造、本瓦葺。中央に観音、向かって右に関帝、左に韋駄天を祀るため、観音堂、関帝堂、韋駄殿、天王殿の称がある。
- 媽姐門 - 1666年建立、三間三戸八脚門、入母屋造、桟瓦葺
- 絹本著色仏涅槃図 呉彬筆 明・万暦38年（1610年）

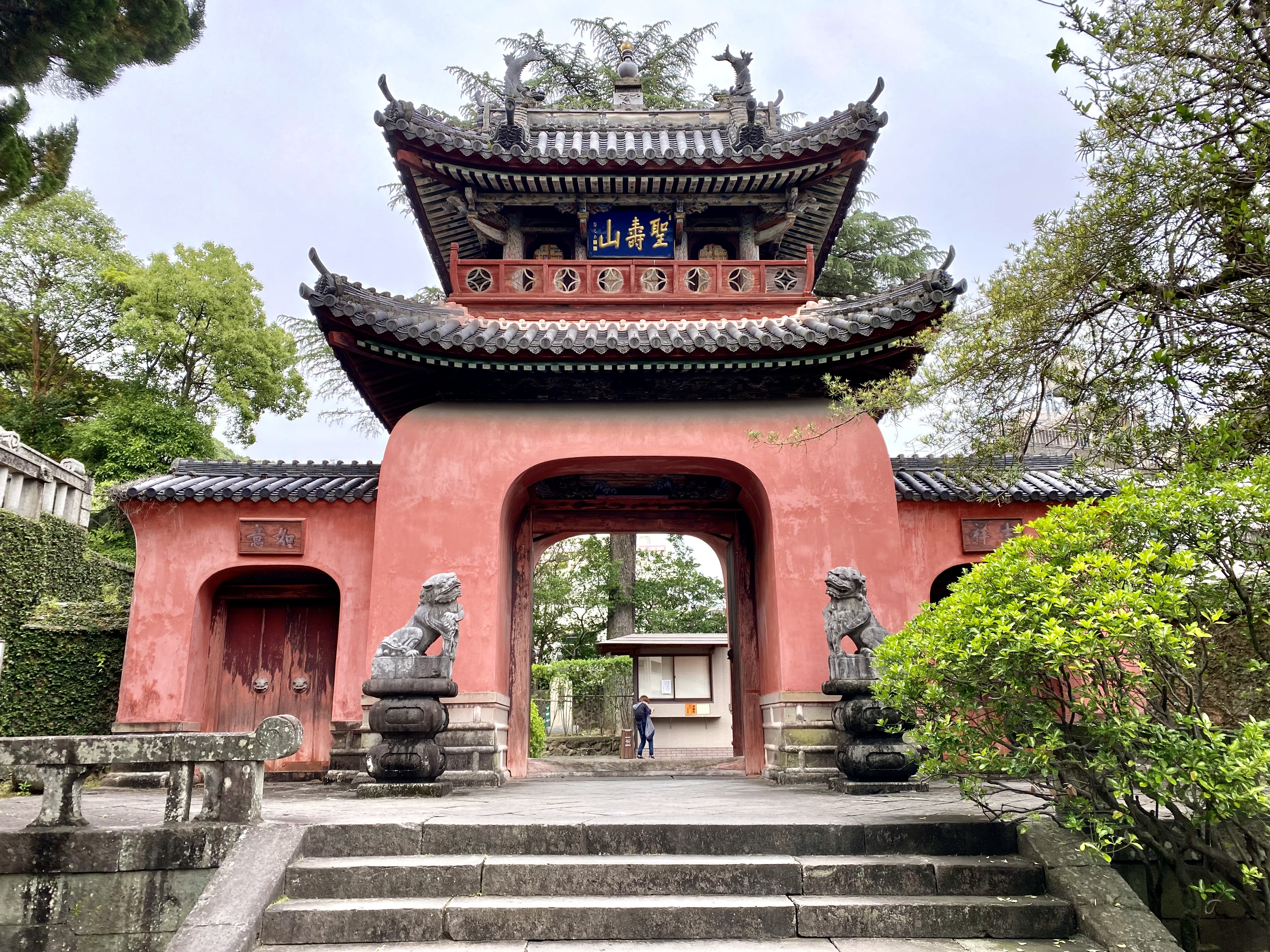
三門
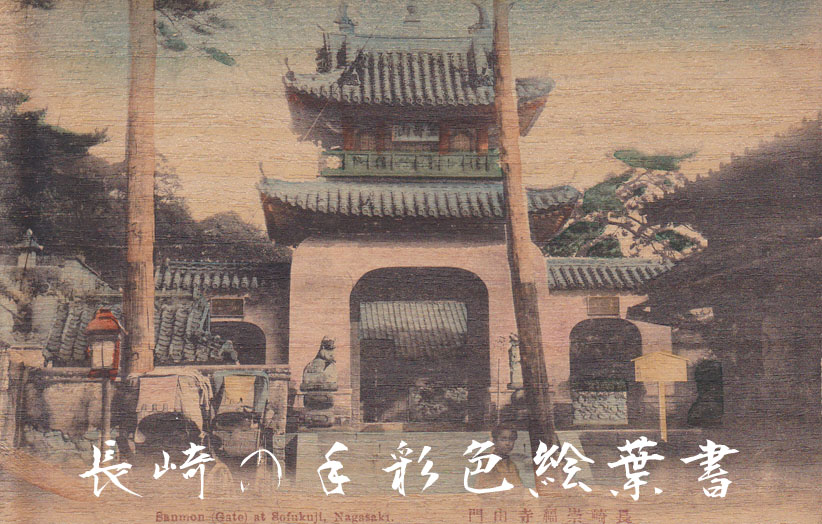
長崎崇福寺山門　長崎の手彩色絵葉書
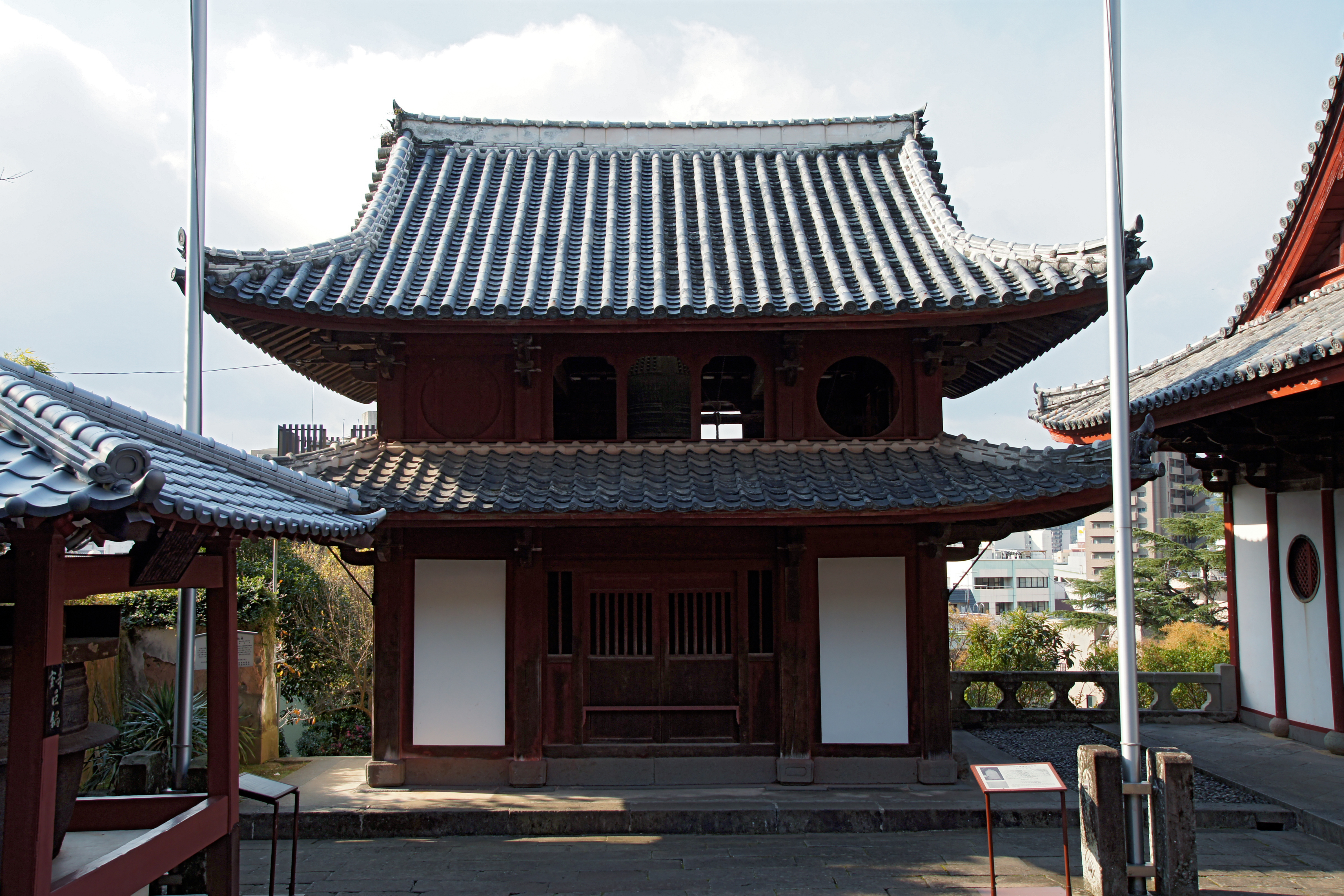
鐘鼓楼
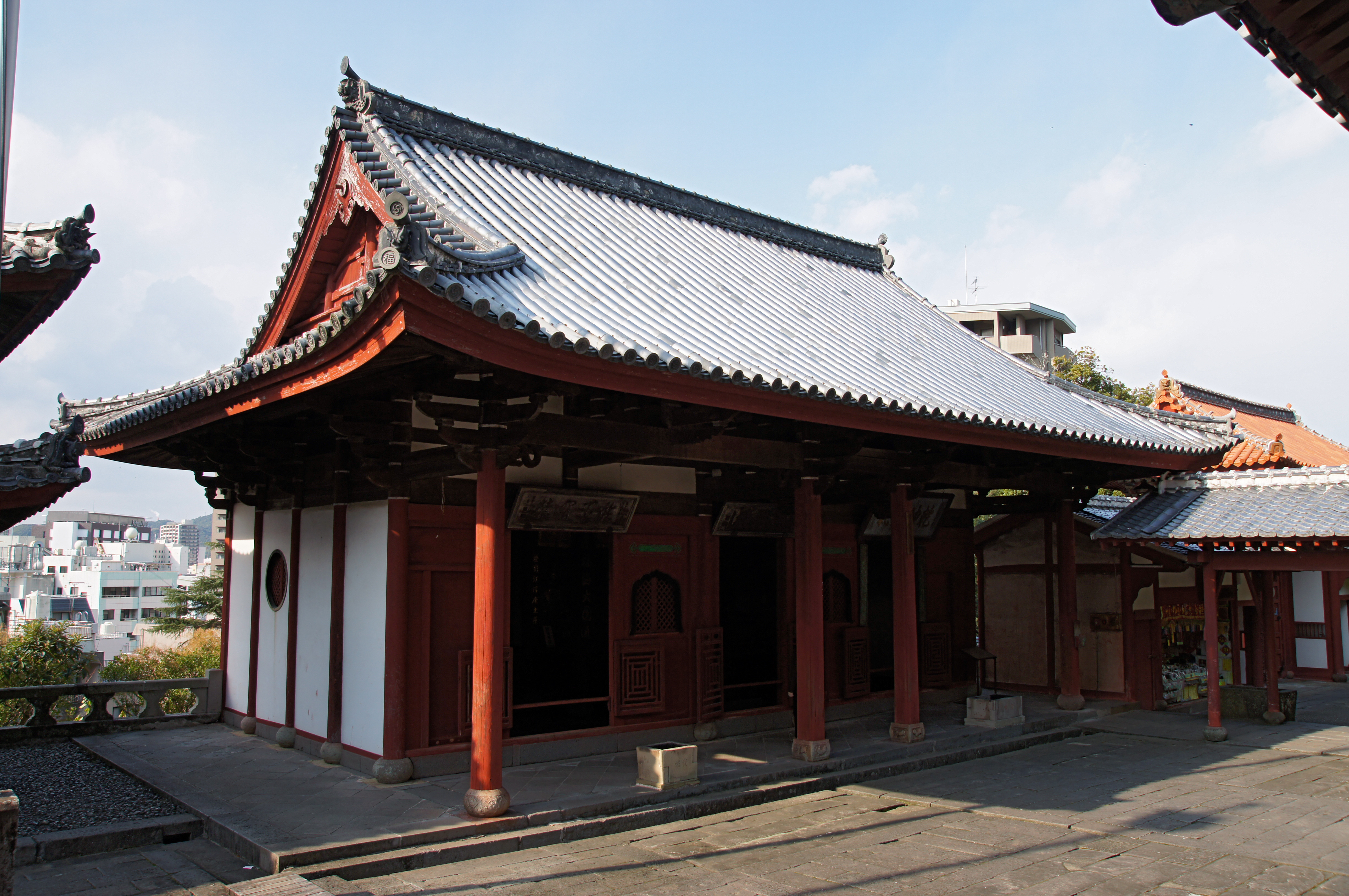
護法堂
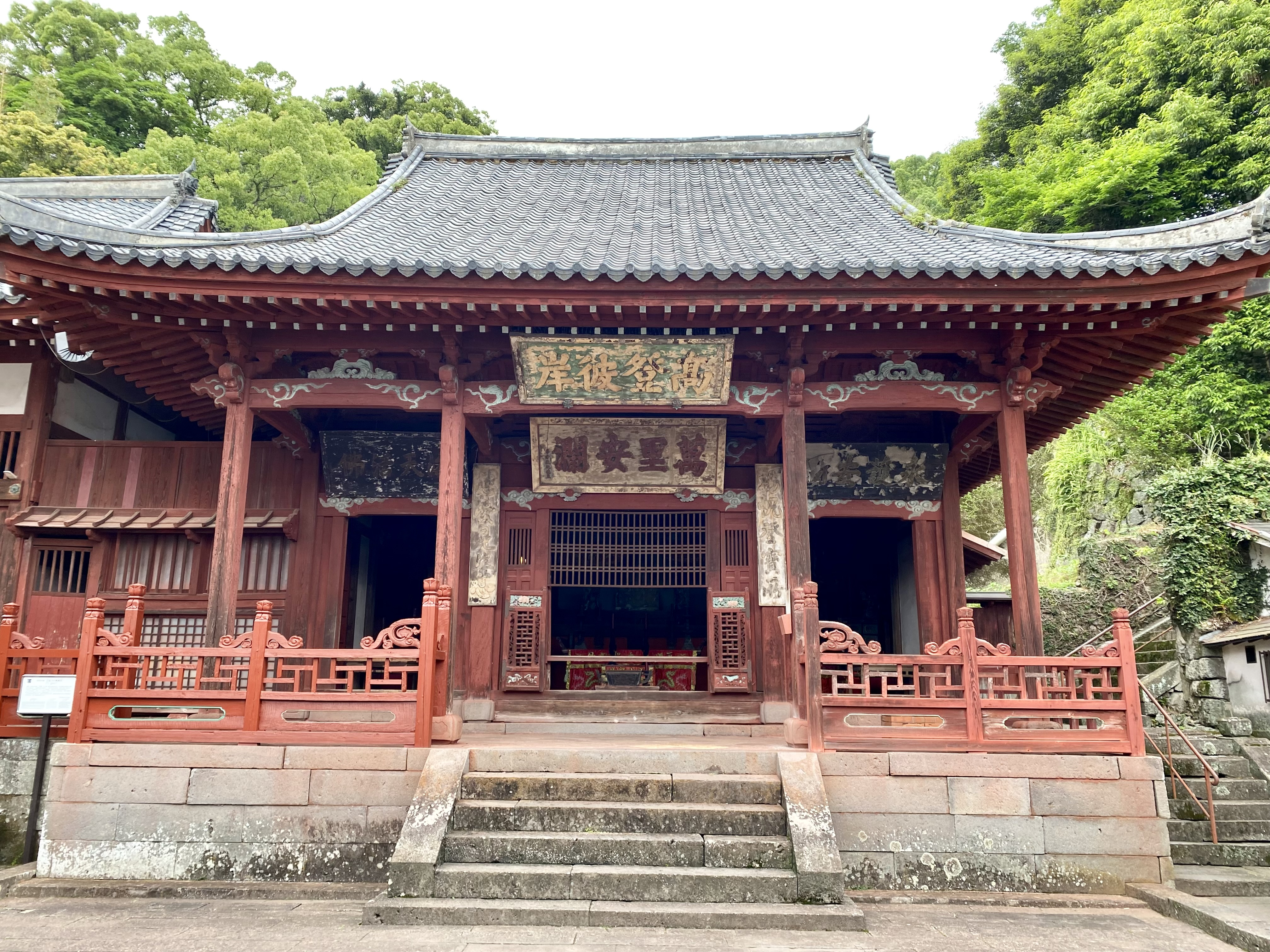
媽姐堂
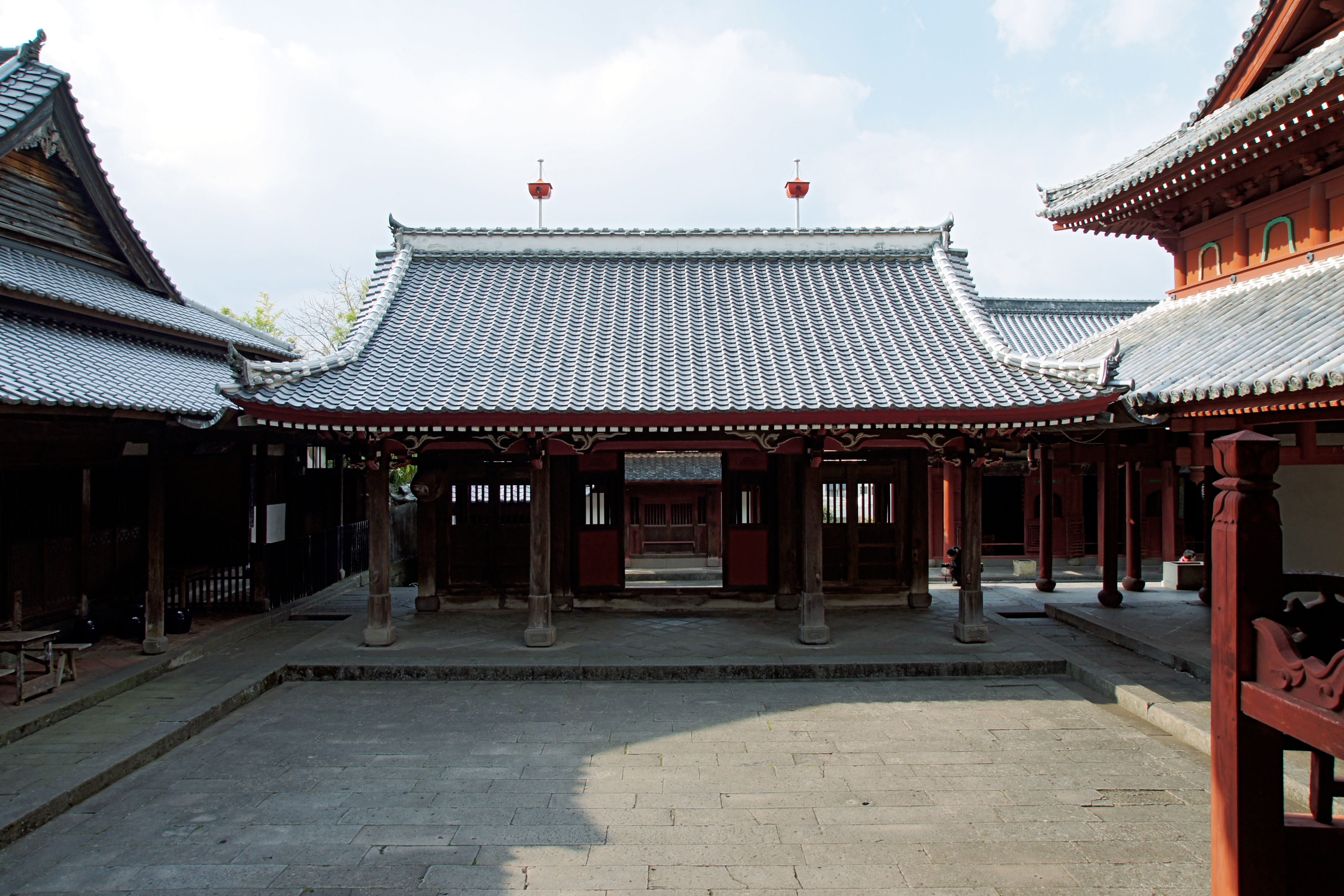
媽姐門

### 県指定文化財
- 梵鐘（美術工芸品）
- 聯額（美術工芸品）[5]
- 本堂の仏像群（美術工芸品）[6]

### 市指定文化財
- 大釜（有形文化財）[7]
- 仏舎利塔並びに舎利殿（有形文化財）[8]

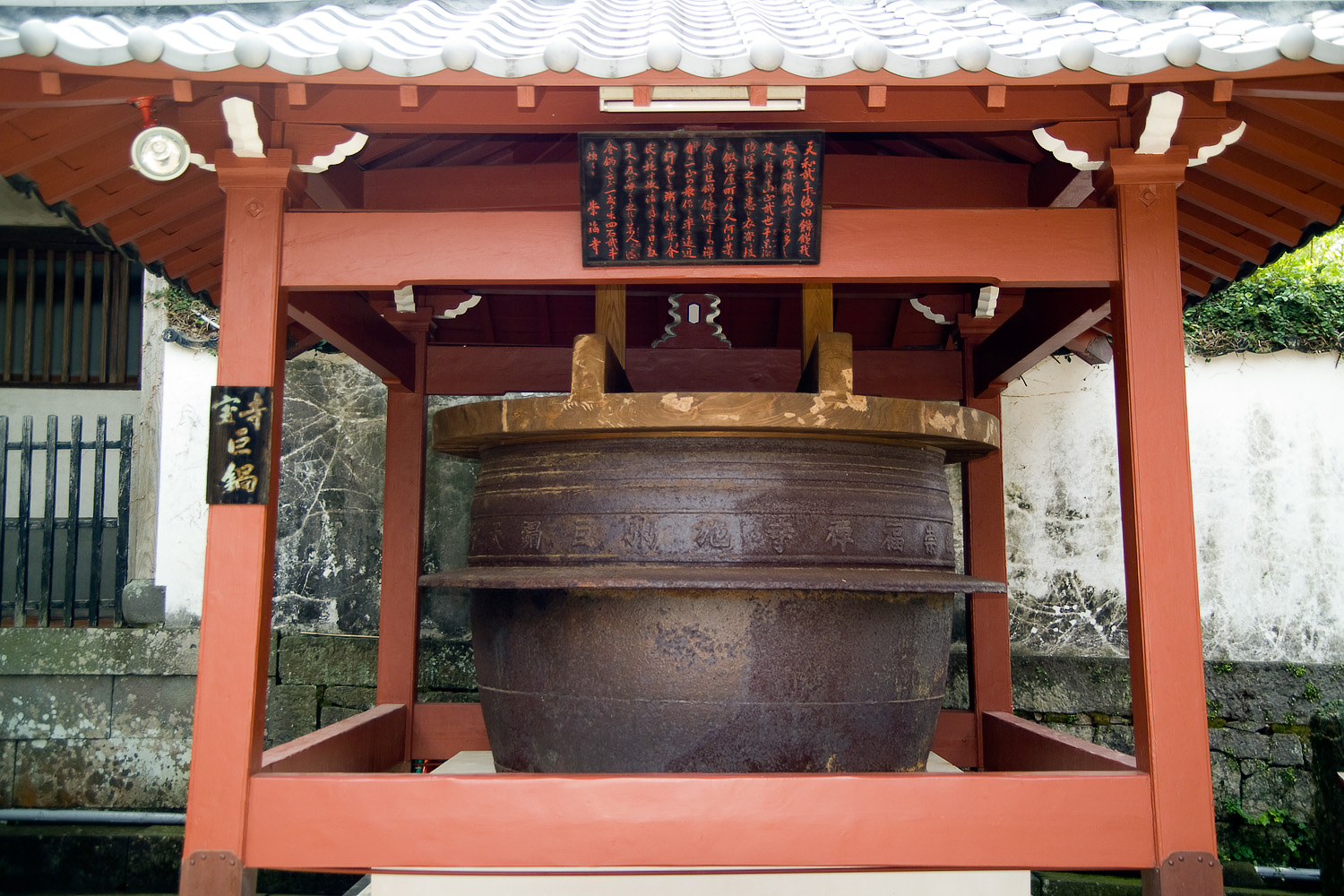
大釜
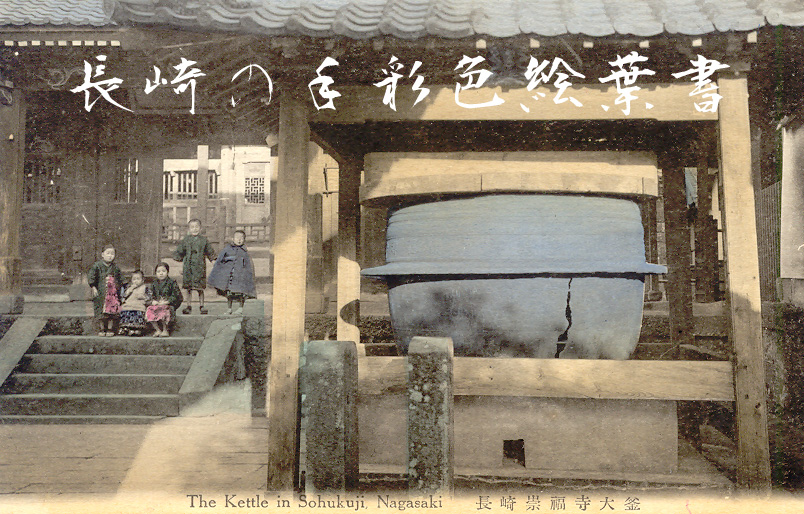
大釜　長崎の手彩色絵葉書

### 県指定史跡
- 媽祖堂[9]

## 英学・語学教育の源泉地と日本外交の礎

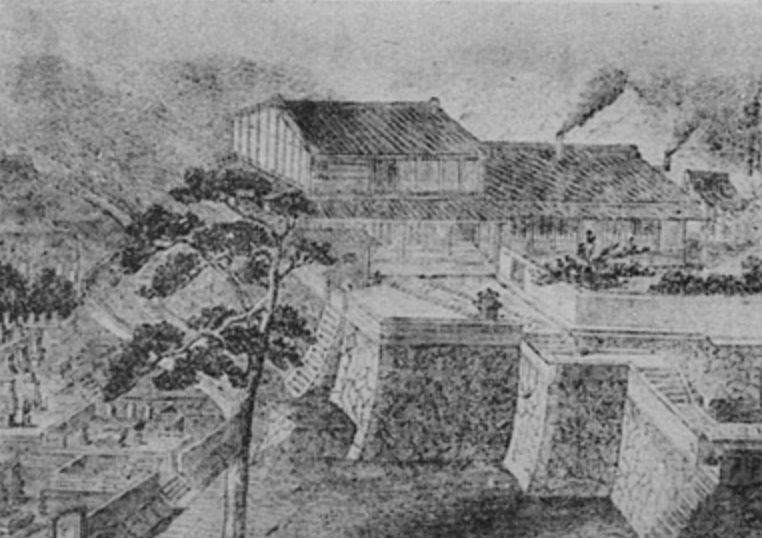
立教大学の源流の私塾が置かれたリギンズ、ウィリアムズ両長老の長崎時代の住居図（崇福寺広徳院、1859年）

崇福寺は、1859年（安政6年）に長崎を訪れた初代米国総領事タウンゼント・ハリスの支援のもと、江戸幕府の長崎奉行・岡部駿河守長常の要請で、米国聖公会の宣教師であるジョン・リギンズとチャニング・ウィリアムズによって、立教大学の源流となる私塾が創設された場所である。この境内にあった広徳院にリギンズとウィリアムズは寓居して私塾を開き、最初の生徒である鄭幹輔、何礼之、平井義十郎（平井希昌）ら幕府の8人の公式通詞（唐通事）に英学を教えたが、この塾が日本におけるミッション・スクールの起こりであり、立教大学の濫觴であった。
リギンズとウィリアムズは英学教育を行う傍ら、中国から持参したり、取り寄せた漢訳の聖書や歴史書、科学書等を日本の知識階級に積極的に販売、頒布するが、特にアメリカ独立宣言を含む合衆国の政治、行政、文化、教育等が具体的に書かれている『聯邦志略』などは、日本の志士たちに大きく影響を与えることとなった。
1859年（安政6年）11月には、オランダ改革派の宣教師であるグイド・フルベッキもリギンズとウィリアムズ両名に迎えられ、住居が見つかるまでの間、この崇福寺広徳院に同居し、1860年8月に来日した米国聖公会の宣教医であるハインリッヒ・シュミットもウィリアムズとともに崇福寺広徳院に滞在した。フルベッキは、その後寺院の近くの住居に転居して暮らしていたが、妻マリアが住居の湿気から神経痛となり、シュミット医師の勧めで、同じ崇福寺の境内にあった広福庵に転居した。
1862年（文久2年）11月には、リギンズとウィリアムズの私塾の最初の生徒であった何礼之、平井義十郎（平井希昌）らの唐通事たちが長崎奉行の許可を得て、崇福寺境内の空地に子弟のための訳家学校を設置し、中国語と英語の学習教授が行われた。この訳家学校の中国語を教える「本業教授方」として、呉泰蔵、鄭右十郎（のちの鄭永寧）、頴川保三郎（頴川重寛）、英語を教える「洋学世話掛」として、彭城大次郎、何礼之助（何礼之）、平井義十郎（平井希昌）が務めた。
また、1864年（文久4年、元治元年）9月には、何礼之の塾の塾頭であった前島密が、苦学生のために、同じウィリアムズ門下の瓜生寅とともに崇福寺広福庵に何礼之塾の寄宿舎としての存在である培社を開いた。
明治に入って、崇福寺第一峯門前に、通事たちの英語教育を推進し、教育体制を整えて指導を行った同じくリギンズとウィリアムズの最初の私塾で学んだ鄭幹輔を讃える顕彰碑が建てられるなど、幕末から明治維新後にかけて活躍した通訳者、外交官を育んだ場所としての歴史を伝えている。その顕彰碑の傍らには、門下の頴川重寛（東京外国語学校教授、後の東京外国語大学）の顕彰碑も建てられている。この鄭幹輔と頴川重寛の碑は戦前に拓本されて、写しが長崎市立博物館に保存されている。（長崎市立博物館は、長崎県と長崎市が共同で設置した長崎歴史文化博物館の開館〔2005年11月3日〕に伴い、2005年11月2日に閉館。）
また、崇福寺の末寺である長崎西山郷（現・長崎市上西山町）にあった大悲庵は、1848年に日本で最初のネイティブ（母語話者）の英語教師であるラナルド・マクドナルドが、長崎奉行の要請から阿蘭陀通詞14名に英語を教える英会話教室を開いた場所であり、ペリー来航時に日本側通訳を務めた森山栄之助らが学ぶなど、日米外交の端緒を形作った人材を輩出している。

## 幕末の志士と崇福寺
1950年（嘉永3年）、長崎遊学中の吉田松陰は、鄭幹輔を幾度も訪ねて学んだが、その際に崇福寺にも訪れている。
高杉晋作も、1862年（文久2年）に崇福寺に居たウィリアムズを訪ね、政治制度や国際情勢を学び、特にウィリアムズから学んだ大統領制などの民主制度は、奇兵隊の発想の元になったと言われる。
坂本龍馬も崇福寺を訪れており、龍馬とともに海援隊士として活躍した瓜生震（培社塾長の瓜生寅の弟）も崇福寺にあった培社で学び、龍馬の友人である林謙三（のちの安保清康）も培社で学んでいる。
このように、幕末の舞台となった崇福寺であるが、2010年に放送されたNHK大河ドラマ「龍馬伝」でロケ地となり、伊勢谷友介演じる高杉晋作が、福山雅治演じる坂本龍馬と対面するシーンとして登場している。

## 石碑の麒麟像とキリンビールのラベル
崇福寺境内の石碑にある麒麟像は、キリンビールの初代ラベルの下絵になったと言われる。初代ラベルのルーツについては諸説あり、グラバー園内の旧グラバー住宅の温室前に置かれている狛犬もモチーフになっているとも言われ、このグラバー園の狛犬も、同じ崇福寺の三門前に置かれている中国式の狛犬と形式が似ているとされる。グラバー園にある狛犬は、近年カナダのブリティッシュコロンビア州ビクトリアにあるロイヤルブリティッシュコロンビア博物館で見つかった写真から、当初は東京・富士見町（現・南麻布周辺）にあったグラバー邸の玄関先に置かれていたことが分かっている。

また、グラバーは大宰府天満宮に置かれている麒麟像をこよなく愛し、数回に渡って太宰府天満宮を訪問して麒麟像を鑑賞しており、麒麟像を譲ってほしいと依頼したが手に入れることができなかったとも言われる。その後、グラバーは三菱財閥の相談役としてスプリング・バレー・ブルワリーの再建を進めた際に、会社名をキリンビールに変更している。

キリンビールのラベルの別の説として、英国ロンドン郊外で1845年よりビールを醸造しているフラーズ醸造所のロゴからヒントを得たという説もある。同社のロゴには麒麟と似た伝説の奇獣であるグリフィンが使われている。